# Хотоны
Хотоны (монг. Хотон) — небольшая этническая группа. Расселена преимущественно в сомоне Тариалан (на советских картах — Тарялан; монг. Земледельческий) Убсунурского аймака к югу от озера Убсу-Нур. Также заметное количество хотонов проживает в соседствующих с сомоном Тариалан сомоне Наранбулаг (Наран-Булак на советских топографических картах) и в административном центре Убсунурского аймака городе Улангоме.

## История и происхождение
Считается, что хотонов в места их современного обитания более трёх веков назад поселил джунгарский хан Галдан-Бошогту. Согласно другой версии, хотоны являются потомками смешанного тюркского населения Синьцзяна, захваченного в плен войсками династии Цин в XVII — первой половине XVIII века. Академик Б. Я. Владимирцов, путешественники и исследователи П. К. Козлов и Б. Б. Барадийн, географ и этнограф Г. Н. Потанин в вопросе происхождения хотонов отдавали предпочтение кара-киргизскому элементу и отмечали преобладающую роль киргизов в этногенезе хотонов. Проводивший исследования племени хотонов один из крупнейших российских тюркологов первой половины XX века академик А. Н. Самойлович также придерживался подобного мнения и писал по этому поводу: «...судя только по верованиям хотонов, допустимо, что в их состав вошли кара-киргизы, восточнотуркестанские сарты, и, может быть, казак-киргизы». При этом учёный на основе лингвистического анализа отдаёт предпочтение в вопросе происхождения хотонов кара-киргизскому элементу, в качестве доказательства ссылаясь также на приводимую Г. Н. Потаниным хотонскую легенду о происхождении рода сарыбаш (сравните с киргизским племенем сарыбагыш) от сорока девиц. Эта легенда, по мнению А. Н. Самойловича, имеет несомненно кара-киргизское происхождение. Аналогичной позиции придерживаются и многие современные ученые.
Ряд других источников сближает хотонов с уйгурами. Отмечено, что антропологически хотоны обнаруживают сходство с уйгурами. Хотонский язык, на котором ранее говорили хотоны, считается диалектом уйгурского и включается в состав карлукских языков.

## Антропологический тип
Хотоны отличаются от окружающего местного населения (и от всех монголов) антропологическим типом, так как, несмотря на практикуемые смешанные браки, у них сохраняются черты памирского типа лица.

## Генетика
У хотонов отмечена очень высокая доля носителей Y-хромосомной гаплогруппы R1a1 — 83 %, что является результатом дрейфа генов, объясняющимся эффектом бутылочного горлышка, которое проходила эта популяция, произошедшая от небольшого числа предков-основателей, мигрировавших в регион северо-западной Монголии в XVII веке; вероятнее всего, «бутылочное горлышко» было пройдено данной популяцией неоднократно. В 1999 годы вышла публикация монгольских ученых Ц. Цэрэндаш и Ж. Батсуурь, которые исследовали хотонов сомона Тариалан и определили, что наиболее значительный генетический вклад в генофонд хотонов внесли киргизы, следующим по значимости был вклад узбеков и уйгуров, а генетический вклад казахов был наименьшим. В свою очередь в 2005 году группа японских, корейских, монгольских и китайских исследователей, которые анализировали ДНК X-хромосомы хотонов и ряда других монгольских народов, пришли к выводу, что хотоны серьёзно отличаются от халха, урянхайцев и захчинов. По мнению авторов, это подтверждает гипотезу о том, что хотоны являются потомками тюркской популяции. При этом хотоны представляют собой генетически смешанную популяцию.

## Численность
| 1956  | %    | 1963  | %    | 1969  | %    | 1979  | %    | 1989  | %    | 2000  | %    | 2007 оц. | %    | 2009 оц. | %    | 2010   | %    |
| ----- | ---- | ----- | ---- | ----- | ---- | ----- | ---- | ----- | ---- | ----- | ---- | -------- | ---- | -------- | ---- | ------ | ---- |
| 2 603 | 0,31 | 2 874 | 0,28 | 4 056 | 0,34 | 4 380 | 0,28 | 6 076 | 0,31 | 9 014 | 0,38 | 6 904    | 0,27 | 10 249   | 0,38 | 11 304 | 0,43 |

Значительно меньшая цифра численности хотонов по данным текущего паспортного учёта, вероятно, связана с колебаниями самоидентификации. При переписи устно декларировалась иная этническая идентичность, нежели та, что зафиксирована в личных документах.

## Язык
Ранее хотонами использовался собственный язык тюркской группы — хотонский язык. В настоящее время хотоны полностью перешли на диалект ойратского языка, характерный для дербетов — основного этноса, населяющего Убсунурский аймак. Некоторые источники отмечают, что речь хотонов сохранила больше исконных ойратских черт, нежели говор собственно дербетов и баятов, испытавший значительное халхаское влияние.

## Особенности религии
Исторически все хотоны были мусульманами, однако за века проживания в регионе, где окружающее население исповедует буддизм в сочетании с элементами шаманизма, хотонами было утрачено большинство исламских обрядов, от местного населения были восприняты обычаи, которые не совместимы с исламским вероучением. Тем не менее, в этой этнической группе сохраняется память как о тюркском, так и о мусульманском происхождении. В обрядовой практике продолжают использоваться отрывки исламских молитв (только на хотонском языке), в отношении мальчиков продолжает сохраняться традиция обрезания. В настоящее время предпринимаются определённые шаги по возрождению исламских традиций.

## Особенности хозяйства
Изначально все хотоны были земледельцами, в местах их расселения на конусе выноса реки Хархира-Гол ещё 300 лет назад были созданы оросительные системы, что определило значительные различия с окружающим кочевым животноводческим населением. Эти различия сохраняются и до настоящего времени, не случайно району компактного проживания хотонов было присвоено наименование «Земледельческий» (монг. Тариалан).

## Родоплеменной состав
Этнический состав хотонов представлен семью этническими единицами. Г. Н. Потанин записал названия следующих семи родов: аджу-хурмян, яс, ильбя, бурут, удзюбук, касыль, джуппар. В 1911 г. список, записанный Б. Я. Владимирцовым, выглядел следующим образом: шаавай, шалбак, озбек, нилва, жес, хасан, худай-берди. Список, записанный С. Бадамхатаном в 1958 г.: шаавай, бурд, оготор, хольдог (хочгууд), зочгууд (хочигалд), хасан, шалпак. Во время полевых исследований 2011 г. в сомоне Тариалан Убсунурского аймака Б. З. Нанзатовым зафиксированы следующие семь элкенов: шаавай, бурдууд, холидог, шалбаг, охтор, хаснууд и хочигалд.